# Monica Dacon
Dame Monica Dacon, née le 4 juin 1934, est une femme d'État vincentaise.
Elle est gouverneur général de Saint-Vincent-et-les-Grenadines par intérim de juin à septembre 2002.